# Dominique Van Maele
Dominique Van Maele (Torhout, 15 september 1970) is een Belgisch voormalig voetballer.

## Carrière

### Club Brugge
Van Maele begon te voetballen bij KVK Torhout, een club uit zijn geboortestad. Daar werd hij opgepikt door Club Brugge, waar hij de jeugdrangen doorliep. Op 15 september 1990, de dag van zijn twintigste verjaardag, maakte hij zijn debuut in het eerste elftal: in de competitiewedstrijd tegen Antwerp FC mocht hij in de slotminuten invallen. In zijn eerste seizoen bij het eerste elftal kwam Van Maele echter niet veel aan spelen toe. Pas vanaf april 1991 werd hij opnieuw enkele keren in de basis gezet door trainer Georges Leekens. Op 10 mei 1991 scoorde hij zijn eerste – en meteen ook zijn tweede – doelpunt in eerste klasse tegen Standard Luik.
In het volgende seizoen maakte Van Maele zijn Europese debuut voor Club Brugge. De verdediger viel daarna enkele maanden geblesseerd uit. Na zijn terugkeer moest Van Maele echter plaatsnemen op de bank, slechts

### KSK Beveren
In juli 1994 verliet Van Maele Club Brugge voor KSK Beveren. Hoewel hij slechts 24 jaar was, was Van Maele op dat moment een van de oudste en meest ervaren spelers van de club. In zijn eerste seizoen miste hij slechts één wedstrijd vanwege een schorsing. Op het einde van het seizoen plaatste Beveren zich voor de Intertoto Cup, maar daar kon Van Maele niet aan deelnemen vanwege een nieuwe blessure. Deze keer was hij acht maanden buiten strijd. Van Maele maakte zijn comeback op 17 februari 1996, terwijl Beveren in een hevige degradatiestrijd verwikkeld zat. De Wase club degradeerde uiteindelijk op het einde van het seizoen.

### Cercle Brugge
In 1996 keerde Van Maele terug naar het Jan Breydelstadion, zij het ditmaal naar Cercle Brugge. Van Maele kende er echter weinig succes: Cercle Brugge werd in de eerste ronde van Europacup II uitgeschakeld door het Noorse SK Brann, en op het einde van het seizoen eindigde de Vereniging laatste in Eerste klasse. Van Maele besloot zijn club ditmaal niet te verlaten na de degradatie en bleef Cercle Brugge trouw. In Tweede klasse eindigde Cercle echter troosteloos tiende.

### Lommel SK
Na een jaar in Tweede klasse keerde Van Maele in 1998 via Lommel SK weer terug naar de hoogste divisie. De West-Vlaming nam in de zomer nog deel aan de Intertoto Cup, maar viel eind juli opnieuw geblesseerd uit. Hierdoor kon Van Maele pas op 31 oktober 1998 zijn eerste competitiewedstrijd in het shirt van Lommel spelen. Van Maele zou uiteindelijk slechts vijf keer voor Lommel SK uitkomen in de Jupiler Liga.

### Afbouw carrière
Van Maele keerde in 1999 terug naar West-Vlaanderen, waar hij voor KV Kortrijk ging spelen. In het Guldensporenstadion bleef Van Maele gespaard van blessures, waardoor hij in het seizoen 1999/00 veel aan spelen toekwam bij de pas gedegradeerde tweedeklasser. Helemáál een succes werd het niet, want op het einde van het seizoen degradeerde Kortrijk voor een tweede keer op rij, waardoor Van Maele in het seizoen 2000/01 in Derde klasse moest spelen. Dat seizoen 2000/01 was behoorlijk turbulent: het financieel geplaagde Kortrijk kreeg een extrasportieve degradatie naar Vierde klasse, maar doordat het de eindronde won tegen CS Visé mocht de club in Derde klasse blijven.
Dat gebeurde echter zonder Van Maele, want de West-Vlaming trok in 2001 naar de net ontstane fusieclub Zulte Waregem. De fusie tussen Zultse VV en het failliete KSV Waregem bleek een succes: Zulte Waregem werd in het eerste seizoen van haar bestaan meteen kampioen in Derde klasse. Van Maeles bijdrage daaraan was met amper negen gespeelde wedstrijden echter niet zo groot. Van Maele besloot zijn carrière dan maar af te ronden bij KM Torhout, de club waar het voor hem allemaal begon. In zijn allerlaatste seizoen haalde hij met Torhout de eindronde voor promotie naar Tweede klasse, maar daarin werd de club in de eerste ronde uitgeschakeld door Oud-Heverlee Leuven.